# 中山民三郎
中山 民三郎（なかやま たみさぶろう、1870年4-5月〈明治3年3月〉 - 1945年〈昭和20年〉10月10日）は、大日本帝国陸軍軍人。最終階級は陸軍少将。功三級。

## 経歴
静岡県小笠郡、のちの桜木村（北小笠村を経て、現掛川市）出身。1890年（明治23年）陸軍士官学校第1期卒業、 1890年（明治23年）7月29日の官報によると、陸軍士官学校第1期を騎兵科11番/17名で卒業している。翌年、陸軍歩兵少尉に任官する。
1902年（明治35年）6月に騎兵第3連隊長、1910年（明治43年）12月に陸軍騎兵大佐・朝鮮総督府附武官、1912年（明治45年）1月に騎兵第26連隊長、1913年（大正2年）8月に軍馬補充部白河支部長、1914年（大正3年）9月に騎兵第15連隊長を経て、1916年（大正5年）5月に陸軍少将・騎兵第3旅団長に任官し、1918年（大正7年）7月に待命、翌年の1919年（大正8年）1月に予備役に編入した。
退役後は名古屋に移住し、在郷軍人会顧問などを歴任した。

## 栄典
勲章等
- 1940年（昭和15年）8月15日 - 紀元二千六百年祝典記念章[7]